# Italian Hockey League - Division I 2020-2021
L'Italian Hockey League - Division I 2020-2021 è il terzo ed ultimo livello del Campionato italiano di hockey su ghiaccio giocato nella stagione 2020-2021.

## Formazioni
Le squadre iscritte al campionato scendono a otto: sette confermate dalla stagione precedente (Val Venosta, HC Dobbiaco, HC Pinè, HC Pieve di Cadore, Real Torino HC HC Valpellice Bulldogs e Milano Bears) e una nuova iscritta, l'HC Bolzano/Trento, nata da un accordo tra HCB Foxes Academy e HC Trento.
| Squadre iscritte alla IHL-I Division nel campionato 2020-2021 | Squadre iscritte alla IHL-I Division nel campionato 2020-2021 | Squadre iscritte alla IHL-I Division nel campionato 2020-2021 | Squadre iscritte alla IHL-I Division nel campionato 2020-2021 | Squadre iscritte alla IHL-I Division nel campionato 2020-2021 | Squadre iscritte alla IHL-I Division nel campionato 2020-2021 |
| Club                                                          | Regione                                                       | Città                                                         | Arena                                                         | Capacità                                                      |                                                               |
| ------------------------------------------------------------- | ------------------------------------------------------------- | ------------------------------------------------------------- | ------------------------------------------------------------- | ------------------------------------------------------------- | ------------------------------------------------------------- |
| Real Torino                                                   | Piemonte                                                      | Torino (TO)                                                   | Palasport Tazzoli                                             | 2.290                                                         |                                                               |
| Valpellice Bulldogs                                           | Piemonte                                                      | Torre Pellice (TO)                                            | Pala Cotta Morandini                                          | 2.370                                                         |                                                               |
| Milano Bears                                                  | Lombardia                                                     | Milano (MI)                                                   | Stadio del ghiaccio Agorà                                     | 4.000                                                         |                                                               |
| Hockey Pieve                                                  | Veneto                                                        | Pieve di Cadore (BL)                                          | Stadio del ghiaccio di Tai di Cadore                          | ?                                                             |                                                               |
| Hockey Club Toblach-Dobbiaco                                  | Trentino-Alto Adige                                           | Dobbiaco (BZ)                                                 | Palaghiaccio di Dobbiaco                                      | ?                                                             |                                                               |
| HC Bolzano/Trento                                             | Trentino-Alto Adige                                           | Bolzano (BZ) Trento(TN)                                       | Palaonda Stadio del ghiaccio di Trento                        | 7.220 940                                                     |                                                               |
| HC Piné                                                       | Trentino-Alto Adige                                           | Baselga di Piné (TN)                                          | Ice Rink Pinè                                                 | 1.880                                                         |                                                               |
| HC Val Venosta                                                | Trentino-Alto Adige                                           | Laces (BZ)                                                    | IceForum                                                      | 400                                                           |                                                               |

## Formula
Vista la diminuzione del numero di partecipanti, la formula prevedeva inizialmente una prima parte del campionato a girone unico ed una seconda parte in cui si sarebbe ritornati ai due tradizionali gironi Est (a 5 squadre) e Ovest (a 3 squadre), per la disputa delle Coppe di Conference.
La lunga sosta forzata a causa delle misure di contenimento della pandemia di COVID-19 (dal 21 ottobre 2020 al 15 gennaio 2021) costrinse la federazione a rivedere drasticamente la formula: venne eliminata la seconda fase, ovvero gli incontri per le Coppe di Conference, mentre la regular season venne ridotta alla sola disputa del girone di andata, con tutte e otto le compagini iscritte certe di accedere ai play-off, con quarti, semifinali e finali giocati al meglio dei tre incontri.

## Regular season

### Classifica
| Pos. | Squadra             | Pt | G | V | VOT | POT | P | GF | GS |
| ---- | ------------------- | -- | - | - | --- | --- | - | -- | -- |
| 1.   | Dobbiaco            | 18 | 7 | 6 | 0   | 0   | 1 | 40 | 17 |
| 2.   | Milano Bears RB     | 18 | 7 | 6 | 0   | 0   | 1 | 44 | 10 |
| 3.   | Valpellice Bulldogs | 12 | 7 | 4 | 0   | 0   | 3 | 31 | 18 |
| 4.   | Bolzano/Trento      | 12 | 7 | 4 | 0   | 0   | 3 | 21 | 21 |
| 5.   | Pieve di Cadore     | 12 | 7 | 4 | 0   | 0   | 3 | 23 | 22 |
| 6.   | Piné                | 9  | 7 | 3 | 0   | 0   | 4 | 20 | 31 |
| 7.   | Val Venosta         | 3  | 7 | 1 | 0   | 0   | 6 | 14 | 36 |
| 8.   | Real Torino         | 0  | 7 | 0 | 0   | 0   | 7 | 6  | 44 |

## Play-off

### Tabellone
|  | Quarti di finale | Quarti di finale    | Quarti di finale    | Quarti di finale | Quarti di finale |  |  | Semifinali | Semifinali          | Semifinali          | Semifinali          | Semifinali          |   |   | Finale | Finale   | Finale   | Finale | Finale |  |
|  |                  |                     |                     |                  |                  |  |  |            |                     |                     |                     |                     |   |   |        |          |          |        |        |  |
|  | 1                | Dobbiaco            | Dobbiaco            | 8                | 9                |  |  |            |                     |                     |                     |                     |   |   |        |          |          |        |        |  |
|  | 8                | Real Torino         | Real Torino         | 1                | 2                |  |  | 1          | Dobbiaco            | Dobbiaco            | 3                   | 4                   |   |   |        |          |          |        |        |  |
|  | 4                | Bolzano/Trento      | 2                   | 1‡               | 1                |  |  | 5          | Pieve di Cadore     | Pieve di Cadore     | 1                   | 1                   |   |   |        |          |          |        |        |  |
|  | 5                | Pieve di Cadore     | 5                   | 0                | 4                |  |  |            |                     |                     |                     |                     |   |   | 1      | Dobbiaco | Dobbiaco | 3      | 3      |  |
|  | 2                | Milano Bears RB     | Milano Bears RB     | 10               | 9                |  |  |            |                     | 3                   | Valpellice Bulldogs | Valpellice Bulldogs | 1 | 2 |        |          |          |        |        |  |
|  | 7                | Val Venosta         | Val Venosta         | 1                | 0                |  |  | 2          | Milano Bears RB     | Milano Bears RB     | 1                   | 2                   |   |   |        |          |          |        |        |  |
|  | 3                | Valpellice Bulldogs | Valpellice Bulldogs | 2                | 3                |  |  | 3          | Valpellice Bulldogs | Valpellice Bulldogs | 2†                  | 4                   |   |   |        |          |          |        |        |  |
|  | 6                | Piné                | Piné                | 1                | 1                |  |  |            |                     |                     |                     |                     |   |   |        |          |          |        |        |  |

Legenda:
†: incontro terminato ai tempi supplementari; ‡: incontro terminato ai tiri di rigore.
Il Dobbiaco si aggiudica il titolo di Italian Hockey League - Division I e la promozione in Italian Hockey League.